# 建寧ローマ字
建寧ローマ字（閩北語の発音：Gṳ̿ing-nǎing Lô̤-mǎ-cī）、正式名「建寧府土腔羅馬字」（閩北語の発音：Gṳ̿ing-nǎing-hǔ Gâ̤ Tǔ-kióng Lô̤-mǎ-cī）、別称「建州ローマ字」「建甌話ローマ字」は、西洋の宣教師が閩北語建甌話（建甌語）のローマ字表記のために作成した文字で、教会ローマ字の一種である。 
19世紀末、西洋の宣教師がキリスト教布教のため建寧府（現在の福建省南平市一帯）にやってきた。建寧府地方の大半の人が官話（当時の標準中国語）を聞いても理解できなかったことから、布教活動の便宜のため、建甌語の音韻書『建州八音』を参照し、福州話ローマ字にならって1896年、新たなローマ字を作成した。1898年、フィリップス（H. S. Phillips）夫妻がこのローマ字を用いて「マルコ福音書」を翻訳・出版した。1900年、ミニー・フィリップス(Minnie Phillips)とヒュー（Hugh S.）が共同で「マタイ福音書」を翻訳し、その出版と同時に、このローマ字を紹介する教科書も出版した。
建寧ローマ字は建寧府でのキリスト教の布教に相当に大きな効果を発揮した。ただし、教会の範囲内で流通したのみで、信者の中には読んでも理解できない者もいた。中華民国の成立以降、各地の教会ローマ字は抑圧され、戦後に中国共産党が政権を握ってからは、普通話政策が強力に推進され、教会ローマ字にはさらなる抑圧が加えられて次第に根絶され、今日では建甌の人々からも忘れられた存在となっている。ただし、少数ながら高齢の信者には読んで理解できる者もいる。

## 拚写の方法
閩北語の方言の間に差異があることから、建寧ローマ字の表記では当時の建甌語の発音を表記できるのみであり、建甌語以外の閩北語方言には必ずしも対応していないが、建寧ローマ字を使ってそれらの方言を表記することも可能である。今日まで1世紀以上の時間を経ており、建甌語の発音は大きく変化してきた（例えば、「延」（/ieŋ/）の母音が新たに出てきた他、「囥」の母音（/oŋ/）は「桐」の母音（/ɔŋ/）に合流した）。そのため、当時のローマ字表記は現在の建甌語の実際の発音とは一定の差異が生じている。 

### 声母
| 建寧ローマ字 | 例字 | 発音 |
| l            | 柳   | l    |
| b            | 邊   | p    |
| g            | 求   | k    |
| k            | 氣   | kʰ   |
| d            | 直   | t    |
| p            | 波   | pʰ   |
| t            | 他   | tʰ   |
| c            | 曾   | ts   |
| n            | 日   | n    |
| s            | 時   | s    |
| 不標         | 鶯   | ʔ    |
| m            | 問   | m    |
| ng           | 語   | ŋ    |
| ch           | 出   | tsʰ  |
| h            | 非   | x    |

### 韻母
| 建寧ローマ字 | 例字 | 発音            |
| i            | 時   | /i/             |
| ing          | 年   | /[iŋ]/          |
| e̤ng          | 穠   | /[œyŋ]/         |
| o            | 梅   | /ʊ/ （接近/o/） |
| e̤            | 兒   | /œ/             |
| uang         | 黃   | /[uaŋ]/         |
| ai           | 犁   | /[ai]/          |
| aing         | 田   | /[aiŋ]/         |
| ṳing         | 園   | /[yiŋ]/         |
| io̤           | 茄   | /[iɔ]/          |
| uoi          | 蔴   | /[uɛ]/          |
| u            | 吳   | /u/             |
| ia           | 舍   | /[ia]/          |
| iang         | 正   | /[iaŋ]/         |
| ie           | 㓟   | /[iɛ]/          |
| ṳ            | 魚   | /y/             |
| a̤            | 臍   | /ɛ/             |
| iu           | 油   | /[iu]/          |
| e            | 茅   | /ɪ/ （接近/e/） |
| o̤ng          | 囥   | /[ɔŋ]/          |
| ong          | 桐   | /[oŋ]/          |
| uai          | 發   | /[uai]/         |
| uo̤ng         | 放   | /[uɔŋ]/         |
| a            | 茶   | /a/             |
| o̤            | 峨   | /ɔ/             |
| iong/io̤ng    | 陽   | /[iɔŋ]/         |
| uing         | 蟠   | /[uiŋ]/         |
| ṳe           | 蛇   | /[yɛ]/          |
| eng          | 人   | /[eiŋ]/         |
| uaing        | 販   | /[uaiŋ]/        |
| au           | 柴   | /[au]/          |
| ang          | 南   | /[aŋ]/          |
| iau          | 橋   | /[iau]/         |
| ua           | 過   | /[ua]/          |

### 声調
| 声調番号 | 1       | 2           | 3       | 4       | 5       | 6       | 7       |
| 声調名   | 陰平    | 陽平        | 上聲    | 陰去    | 陽去    | 陰入    | 陽入    |
| 声調値   | [˥˦] 54 | 陰去に 合流 | [˨˩] 21 | [˧˧] 33 | [˦˦] 44 | [˨˦] 24 | [˦˨] 42 |
| 声調記号 | ◌́ á     | ◌̂ â         | ◌̌ ǎ     | ◌̿ a̿     | ◌̄ ā     | ◌̆ ă     | ◌̀ à     |
| 例字     | 芝依居  | 眉魚茶      | 指椅舉  | 志意貴  | 字易脆  | 即益菊  | 集實巨  |

- 現在の建甌語は陰平(1)と陽平(2)の区別がなくなっているが、建陽語（建陽話）では区別される。西洋の宣教師による建寧ローマ字の聖典文献から見てとれるように、昔の建甌語にはあった陽平調(2)が、現在では陰去調(4)に合流して区別がなくなっている。
- 上声(3)と陰入(6)の声調記号の違いには注意が必要である。上声(3)の記号は漢語のピンインの上声の記号と同じで、「抑揚符」である。他方で、陰入(6)の記号は福州話ローマ字の陰平の記号と同じで、「短音符」である。
- 陰去(4)の声調記号は、上部に二本の横線となっている。U+033F ◌̿ combining double overline。

## 拚写の実例
『建州八音』に載っている韻母の歌である。
| 漢字                     | 建寧ローマ字                                |
| 時年穠，梅兒黃。         | Sî nîng ně̤ng, mô ě̤ uâng.                    |
| 犁田園，種茄蔴。         | Lâi châing hṳ̂ing, ce̤̿ng giô̤ muôi.            |
| 吳舍正㓟魚，臍油茅厝囥。 | Ngû sia̿ ciáng pie̿ ngṳ̂, châ̤ iû mê chio̤̿ ko̤̿ng. |
| 桐發放茶，峨陽蟠蛇。     | Tông huăi huo̤̿ng dâ, ngô̤ iô̤ng pûing ṳ̂e.      |
| 人販柴，南橋過。         | Nêng hua̿ing cha̿u, Nâng giâu gua̿.            |